# Le Ménil-Scelleur
Le Ménil-Scelleur est une commune française, située dans le département de l'Orne en région Normandie, peuplée de 87 habitants.

## Géographie

### Hydrographie
La commune est située dans le bassin Seine-Normandie. Elle est drainée par le ruisseau du Moulin de Besnard, le ruisseau de Coupigny, le fossé 01 de la Corbinière, le fossé 01 du Feugeret et le ruisseau du Gue de la Heze,,.
Le ruisseau du Moulin de Besnard, d'une longueur de 13 km, prend sa source dans la commune de Chahains et se jette  dans l'Udon en limite de Vieux-Pont et de Sainte-Marie-la-Robert, après avoir traversé huit communes. 

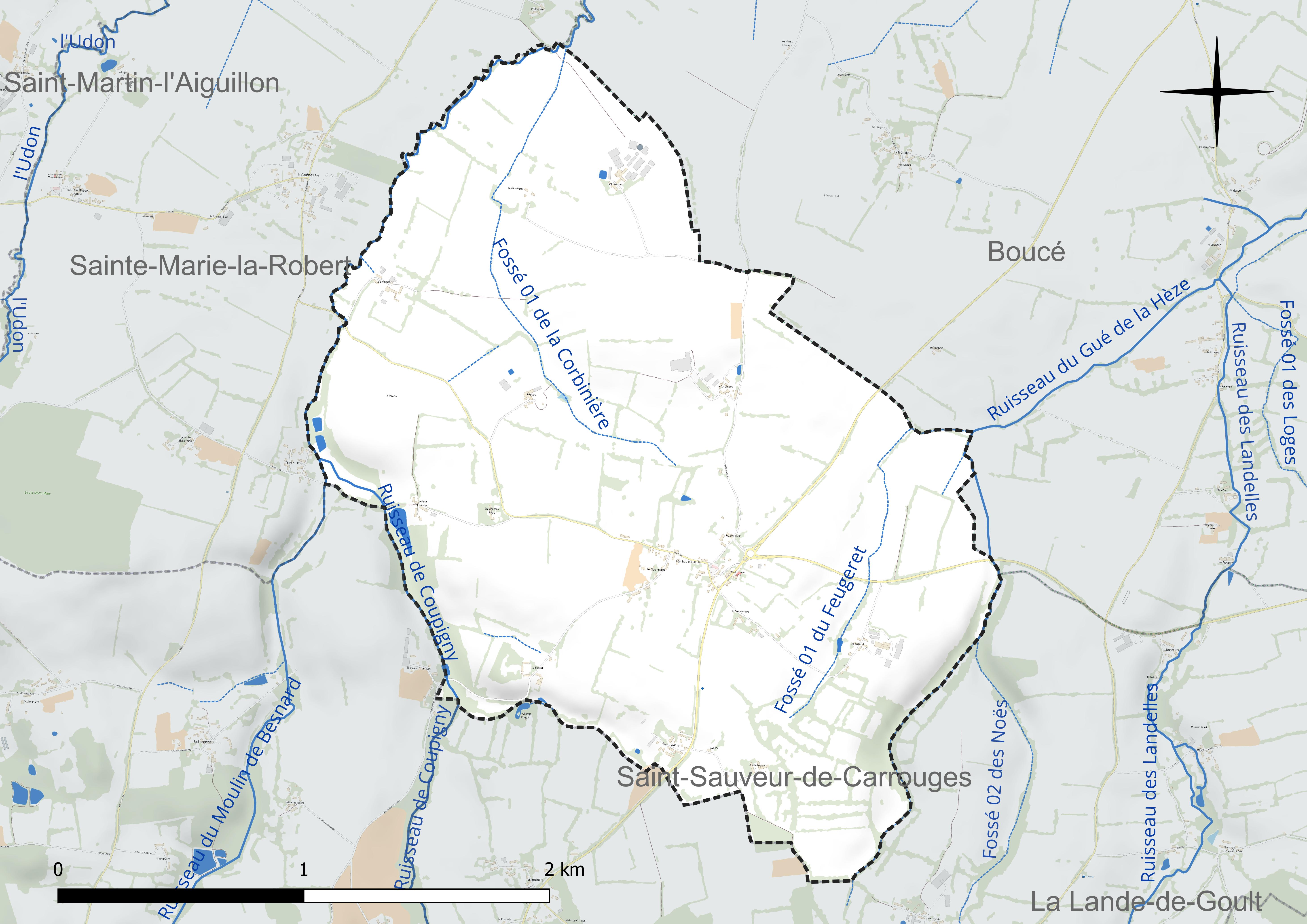
Réseau hydrographique du Ménil-Scelleur.

### Climat
Pour des articles plus généraux, voir Climat de la Normandie et Climat de l'Orne.
En 2010, le climat de la commune est de type climat océanique altéré, selon une étude du CNRS s'appuyant sur une série de données couvrant la période 1971-2000. En 2020, Météo-France publie une typologie des climats de la France métropolitaine dans laquelle la commune est exposée à un climat océanique et est dans la région climatique Normandie (Cotentin, Orne), caractérisée par une pluviométrie relativement élevée (850 mm/a) et un été frais (15,5 °C) et venté. Parallèlement le GIEC normand, un groupe régional d’experts sur le climat, différencie quant à lui, dans une étude de 2020, trois grands types de climats pour la région Normandie, nuancés à une échelle plus fine par les facteurs géographiques locaux. La commune est, selon ce zonage, exposée à un « climat contrasté des collines », correspondant au Bocage normand, bien arrosé, voire très arrosé sur les reliefs les plus exposés au flux d’ouest, et frais en raison de l’altitude.
Pour la période 1971-2000, la température annuelle moyenne est de 10 °C, avec une amplitude thermique annuelle de 13,9 °C. Le cumul annuel moyen de précipitations est de 848 mm, avec 12,7 jours de précipitations en janvier et 7,8 jours en juillet. Pour la période 1991-2020, la température moyenne annuelle observée sur la station météorologique la plus proche, située sur la commune d'Argentan à 17 km à vol d'oiseau, est de 11,1 °C et le cumul annuel moyen de précipitations est de 691,9 mm,. Pour l'avenir, les paramètres climatiques de la commune estimés pour 2050 selon différents scénarios d’émission de gaz à effet de serre sont consultables sur un site dédié publié par Météo-France en novembre 2022.

## Urbanisme

### Typologie
Au 1er janvier 2024, Le Ménil-Scelleur est catégorisée commune rurale à habitat très dispersé, selon la nouvelle grille communale de densité à sept niveaux définie par l'Insee en 2022.
Elle est située hors unité urbaine et hors attraction des villes,.

### Occupation des sols
L'occupation des sols de la commune, telle qu'elle ressort de la base de données européenne d’occupation biophysique des sols Corine Land Cover (CLC), est marquée par l'importance des territoires agricoles (100 % en 2018), une proportion identique à celle de 1990 (100 %). La répartition détaillée en 2018 est la suivante : 
terres arables (56,2 %), prairies (43,8 %). L'évolution de l’occupation des sols de la commune et de ses infrastructures peut être observée sur les différentes représentations cartographiques du territoire : la carte de Cassini (XVIIIe siècle), la carte d'état-major (1820-1866) et les cartes ou photos aériennes de l'IGN pour la période actuelle (1950 à aujourd'hui).

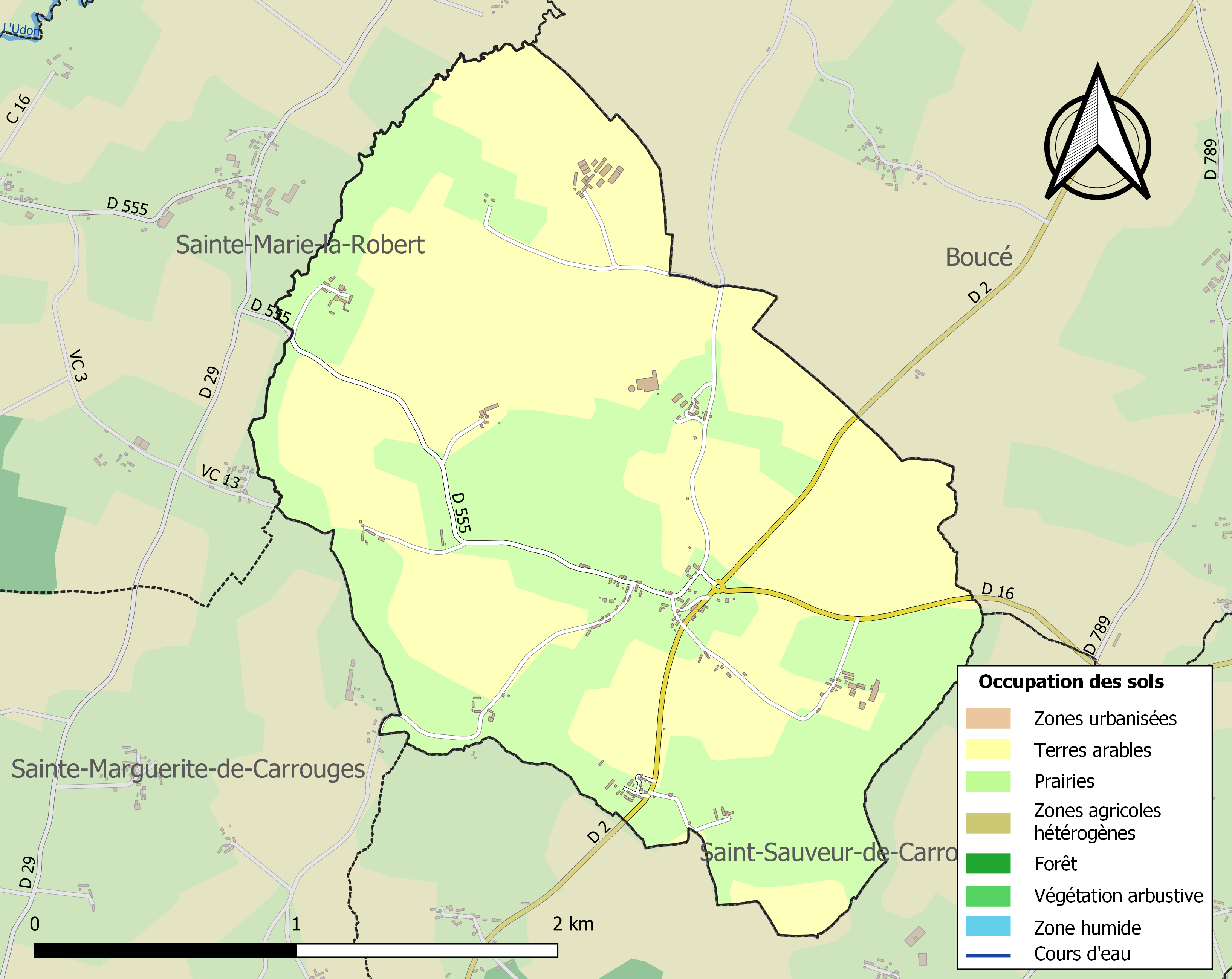
Carte des infrastructures et de l'occupation des sols de la commune en 2018 (CLC).

## Toponymie
Le nom de la localité et attesté sous les formes Le Menil Scelleur en 1793, Mesnil-Scelleur en 1801.
L'ancien français mesnil, « domaine rural », est à l'origine de nombreux toponymes, notamment en Normandie. La graphie Ménil a été imposée pour les différents Mesnil de l'Orne par un préfet au début du XIXe siècle.

## Politique et administration
| Période                                  | Période   | Identité         | Étiquette | Qualité     |
| ---------------------------------------- | --------- | ---------------- | --------- | ----------- |
| ?                                        | mars 2001 | Maurice Leveille |           |             |
| mars 2001                                | En cours  | Dominique Ripaux | SE        | Agriculteur |
| Les données manquantes sont à compléter. |           |                  |           |             |

## Démographie
L'évolution du nombre d'habitants est connue à travers les recensements de la population effectués dans la commune depuis 1793. Pour les communes de moins de 10 000 habitants, une enquête de recensement portant sur toute la population est réalisée tous les cinq ans, les populations de référence des années intermédiaires étant quant à elles estimées par interpolation ou extrapolation. Pour la commune, le premier recensement exhaustif entrant dans le cadre du nouveau dispositif a été réalisé en 2008.
En 2022, la commune comptait 87 habitants, en évolution de −8,42 % par rapport à 2016 (Orne : −3,21 %, France hors Mayotte : +2,11 %).
| 1793 | 1800 | 1806 | 1821 | 1836 | 1841 | 1846 | 1851 | 1856 |
| ---- | ---- | ---- | ---- | ---- | ---- | ---- | ---- | ---- |
| 350  | 374  | 407  | 364  | 363  | 386  | 387  | 376  | 316  |

| 1861 | 1866 | 1872 | 1876 | 1881 | 1886 | 1891 | 1896 | 1901 |
| ---- | ---- | ---- | ---- | ---- | ---- | ---- | ---- | ---- |
| 307  | 293  | 282  | 281  | 276  | 259  | 245  | 214  | 213  |

| 1906 | 1911 | 1921 | 1926 | 1931 | 1936 | 1946 | 1954 | 1962 |
| ---- | ---- | ---- | ---- | ---- | ---- | ---- | ---- | ---- |
| 202  | 165  | 150  | 164  | 144  | 154  | 140  | 117  | 123  |

| 1968 | 1975 | 1982 | 1990 | 1999 | 2006 | 2008 | 2013 | 2018 |
| ---- | ---- | ---- | ---- | ---- | ---- | ---- | ---- | ---- |
| 123  | 130  | 116  | 98   | 107  | 111  | 112  | 102  | 88   |

| 2022 | - | - | - | - | - | - | - | - |
| ---- | - | - | - | - | - | - | - | - |
| 87   | - | - | - | - | - | - | - | - |

## Lieux et monuments
- Église Saint-Hilaire.

## Héraldique
| Blason de Le Ménil-Scelleur | Blason  | De gueules, à un serpent d’argent, ondoyant en pal, accosté de deux haches affrontées d’or ; à une bordure d’argent, chargée de huit molettes d’éperon de sable. |
| Blason de Le Ménil-Scelleur | Détails | Le gueules et l’or sont les couleurs traditionnelles de la Normandie, ce qui permet de replacer Le Ménil-Scelleur dans son contexte géographique. Les haches symbolisent le défrichement de la forêt qui a conduit à l’installation du village. Le serpent est le symbole employé pour représenter Hilaire, le saint patron de la commune. Il était en effet réputé pour faire fuir les serpents diaboliques. La bordure reprend une partie des armes du principal sieur de Fromont qui avait Le Ménil-Scelleur sous sa juridiction. La reprise intégrale des armes de famille étant interdite pour les municipalités, il suffit d’en emprunter un ou plusieurs éléments. Les ornements sont deux gerbes de maïs de sinople, fruitées d’or, mises en sautoir par la pointe et liées d’argent pour honorer l’agriculture communale dont c’est la production la plus importante. Le listel d'argent porte le nom de la commune en lettres majuscules de sable. La couronne de tours dit que l’écu est celui d’une commune ; elle n’a rien à voir avec des fortifications. Le statut officiel du blason reste à déterminer. |